# 코르피니오
코르피니오(이탈리아어: Corfinio)는 이탈리아 아브루초주 라퀼라도에 있는 코무네이다.